# Station Derneburg (Han)
Station Derneburg (Han) (Bahnhof Derneburg (Han)) is een spoorwegstation in de Duitse plaats Holle, in de deelstaat Nedersaksen. Het station ligt aan de spoorlijn Hildesheim - Goslar. De plaats Derneburg ligt verder van het station dan Holle (die ook groter is dan Derneburg). De spoorlijn naar Seesen wordt alleen nog tot Bornum gebruikt door goederentreinen, de lijn naar Salzgitter-Drütte is opgebroken.

## Indeling
Het station beschikt over twee zijperrons, het eerste perron is deels overkapt en het tweede perron is voorzien van abri's. De perrons zijn onderling verbonden via een voetgangerstunnel. Aan de noordzijde van het station bevinden zich een parkeerterrein, een fietsenstalling en een bushalte. Daarnaast staat hier het voormalige stationsgebouw.

## Verbindingen
De volgende treinserie doet het station Derneburg (Han) aan:
| Serie | Treinsoort               | Route                                                                                           | Bijzonderheden |
| ----- | ------------------------ | ----------------------------------------------------------------------------------------------- | -------------- |
| RE 10 | Regional-Express (Erixx) | Hannover Hbf – Hildesheim Hbf – Derneburg (Han) – Salzgitter-Ringelheim – Goslar – Bad Harzburg |                |